# Friedl Beutelrock

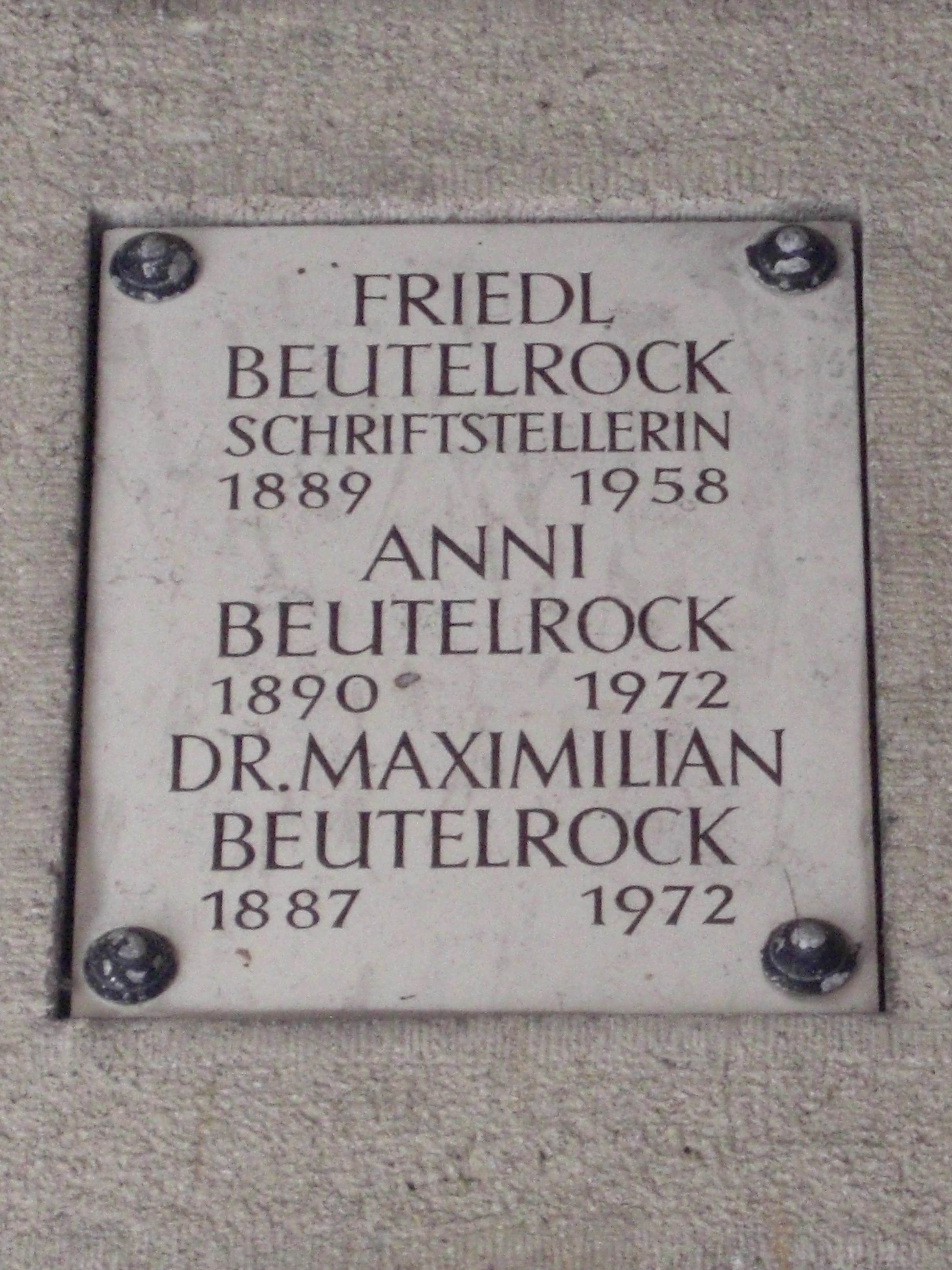
Grab von Friedl Beutelrock auf dem Münchner Nordfriedhof

Friedl Beutelrock (* 6. Mai 1889; † 1958) war eine deutsche Schriftstellerin.
Beutelrock verfasste mehrere Aphorismensammlungen, die heute gerne auf Kalenderblättern zitiert werden.

## Werke
- Splitter und Späne. Gedanken. Drei-Fichten-Verlag, München 1948
- Er und sie. Aphorismen. Gerlach'sche Verlagsbuchhandlung, München 1953
- Am Rande vermerkt. Neue Aphorismen. Gerlach'sche Verlagsbuchhandlung, München 1955

| Personendaten    | Personendaten             |
| ---------------- | ------------------------- |
| NAME             | Beutelrock, Friedl        |
| KURZBESCHREIBUNG | deutsche Schriftstellerin |
| GEBURTSDATUM     | 6. Mai 1889               |
| STERBEDATUM      | 1958                      |